# District de Gjakovë/Đakovica
Le district de Gjakovë/Đakovica (en albanais : Rajoni i Gjakovës ; en serbe cyrillique : Ђаковички округ ; en serbe latin : Đakovički okrug) est une subdivision administrative du Kosovo. Selon le recensement kosovar de 2011, il compte 196 867 habitants. Le centre administratif du district est la ville de Gjakovë/Đakovica.
Le district de Gjakovë/Đakovica, créé par la MINUK, n'est pas reconnu par la Serbie.

## Communes/Municipalités
| Nom              | Superficie (en km2) | Population 1991 | Population 2011 |
| ---------------- | ------------------- | --------------- | --------------- |
| Deçan/Dečani     | 105                 | 42 898          | 40 019          |
| Gjakovë/Đakovica | 521                 | 115 097         | 94 556          |
| Junik/Junik      | 86,2                | 6 102           | 6 084           |
| Rahovec/Orahovac | 276                 | 59 877          | 56 208          |
| Total            | 988,2               | 220 305         | 196 867         |

## Démographie

### Évolution historique de la population
| 1948   | 1953   | 1961    | 1971    | 1981    | 1991    | 2011    |
| ------ | ------ | ------- | ------- | ------- | ------- | ------- |
| 81 020 | 89 320 | 105 691 | 135 224 | 179 302 | 220 305 | 196 867 |

|  |

### Répartition de la population par nationalités (2011)
En 2011, les Albanais représentaient 95,65 % de la population et les Égyptiens 2,95 %.